# 豊橋市立つつじが丘小学校
豊橋市立つつじが丘小学校（とよはししりつ つつじがおかしょうがっこう）は、愛知県豊橋市佐藤5丁目にある公立小学校。

## 概要
- つつじが丘1-3丁目、佐藤1-5丁目、三ノ輪町（字本興寺）などが校区であり、公立中学校の進学先は豊橋市立東部中学校、豊橋市立中部中学校である。
- この地域は1976年から福岡東部土地区画整理事業で区画整理が行われた。この地域を校区とした小学校である。

## 沿革
- 1995年（平成7年）4月 - 豊橋市立福岡小学校、豊橋市立松山小学校などから分離し、豊橋市立つつじが丘小学校として開校。

## 交通アクセス
- 豊鉄バス西口線、西口豊橋市民病院線線「佐藤西」バス停より徒歩約10分。

豊橋駅より、【65系統】【165系統】「西口」行。
- 豊橋鉄道渥美線小池駅下車、徒歩約25分。

## 周辺施設
- 愛知大学
- 愛知県立豊橋東高等学校
- 愛知県立豊橋特別支援学校
- 豊橋市立岩西小学校
- 豊橋市立栄小学校
- 蒲郡信用金庫佐藤町支店
- 幸公園
- 竜ヶ池公園